# Saint-Savin (Gironda)
Saint-Savin es una población y comuna francesa, situada en la región de Aquitania, departamento de Gironda. Produce vino clasificado dentro de la AOC Blaye.

## Demografía
| 1 672 | 1 640 | 1 655 | 1 757 | 1 886 | 2 077 |
| Para los censos de 1962 a 1999 la población legal corresponde a la población sin duplicidades (Fuente: INSEE [Consultar]) |       |       |       |       |       |